# Бахметев, Иван Ефремович
Бахметев Иван Ефремович, сын стольника Ефрема Юрьевича (1668—1669 г.), нижегородский помещик, стольник царей Иоанна и Петра и воевода в Заволжском крае, участвовавший с отрядом инородцев и казаков в крымском походе в 1687 г. и в войне со Швецией при Петре Великом. 
В 1702 г. он назначен был Петром Великим с «низовой конницей для походов», состоящей из «татар, калмыков, донских казаков, саратовцев и башкирцев», — «с теми людьми он служивал и заобычен». С своей конницей он чинил большие «промыслы» над неприятельской землей и, между прочим, в 1703 г. с успехом участвовал в нападении на шведские драгунские полки у мыз Ралтулы и Келвы. 
В 1707 г. он строил в Петербурге дом. В том же году принимал участие в удачном для русских бою при Кююреля.
В 1708 г. послан был для усмирения башкир, поднявших мятеж вследствие притеснения Сергеева. Иван Ефремович при помощи 10 тыс. калмыков, отпущенных ханом Аюкою по повелению Петра Великого, не допустил башкир до «воровского соединения», побил их на многих боях, и башкиры смирились.